# Hanson
Hanson este o companie britanică ale cărei produse de bază sunt materialele de construcție și ale cărei acțiuni sunt listate pe London Stock Exchange.